# Плоча Яндзъ
Плочата Яндзъ е тектонска плоча, съставляваща по-голямата част от Южен Китай. Често се разглежда като част от Евразийската плоча. Кръстена е на река Яндзъ. На изток граничи с Окинавската плоча чрез рифт, който образува Окинавската падина. На юг е в контакт с Филипинската плоча, а на север и на запад се допира с Евразийската плоча. Разломът Лонмъншан при Евразийската граница става причина за Земетресението в Съчуан през 2008 г.
Плочата Яндзъ е образувана от разбиването на суперконтинента Родиния преди 750 млн. години, през неопротерозойската ера. Южен Китай се откъсва от Гондвана през силур. По време на образуването на суперконтинента Пангея, Южен Китай е по-малък, отделен континент, намиращ се на изток от брега на суперконтинента и движещ се на север. През триас плочата Яндзъ се сблъсква със Севернокитайския кратон, като по този начин се свързва с Пангея и образува Съчуанската котловина. През неозой плочата Яндзъ се повлиява от сблъскването на Индийската и Евразийската плочи, при което се повдигат планините Лонмън. За движението ѝ на юг посредничи разлом по дължина на река Хонгха.